# Ticket to Ride (társasjáték)
A Ticket to Ride egy vasútépítős, kártyagyűjtős, kézből gazdálkodó társasjáték. Az Alan R. Moon tervezte játékot 2004-ben adta ki a Days of Wonder. Német nyelvterületen Zug um Zug néven ismert. 2004-ben elnyerte a német játékszakértők rangos Spiel des Jahres (Az év játéka) díját. Ugyancsak 2004-ben Japánban is elnyerte a legjobb társasjáték díjat. 2005-ben a legjobb társasjáték lett Finnországban, Spanyolországban, Svédországban és Franciaországban.

## A játék menete
A Ticket to Ride alapjátékában a cél, hogy a térképen (Egyesült Államok) a különböző városok között kapcsolatok épüljenek ki. A játékosok ezt különböző akciók végrehajtásával érhetik el. Minden játékos, minden körben az alábbi három akció közül választhat:
1. menetjegy húzása: ezek tulajdonképpen kis kártyák, amelyeken egy kis térkép található két kiemelt várossal valamint egy pontszámmal. Ha a játékosnak sikerül kiépítenie ezt a vonalat, akkor megkapja a kártyán szereplő pontot, ellenkező esetben a kártyán levő pont levonódik a játék végén az összpontszámból.
2. vagonkártyák húzása: ezek segítségével épülnek meg az útvonalak. Csak akkor lehet egy-egy útvonal szakasz megépíteni, ha a játékos rendelkezik az adott szakasznak megfelelő színű és mennyiségű kártyával. A mozdonykártya a joker szerepét tölti be, bármilyen színű vagonkártyát helyettesít. A szürkével jelölt szakaszok bármilyen (azonos színű) kártyák felhasználásával megépíthetők.
3. vagonkártyák kijátszása: a tulajdonképpeni építkezés, amikor egy szakaszt, vagyis két szomszédos város közötti útvonalat megépít a játékos.

A játék végén az a játékos nyer, aki a legtöbb pontot gyűjti a vonatszakaszok építésével, a menetjegyek teljesítésével továbbá a legnagyobb összefüggő úthálózatért bónuszpont is jár.

## Kiegészítők
A játék sikerét követően számos kiegészítő jelent meg, újabb lehetőségekkel és térképekkel bővítve az alapjátékot (USA 1910, Europe, Märklin, Nordic Countries, Asia stb.). A játékot átdolgozták kártyajátéknak is, de kiadták videójátékként Xboxra és IPad-re is. Online is játszható, de regisztrációhoz és fizetéshez kötött.